# Schlossberg (Hambach)
Der Schlossberg ist ein 373,9 m hoher Berg in der Haardt, dem Ostrand des Pfälzerwalds. Er liegt beim Ortsteil Hambach der kreisfreien Stadt Neustadt an der Weinstraße in Rheinland-Pfalz. Auf seiner Kuppe steht das Hambacher Schloss. Es gilt seit dem Hambacher Fest von 1832, das wie das Schloss nach dem früheren Dorf benannt ist, als Symbol für Freiheit und Demokratie.
Nach dem Berg benannt ist auch die örtliche Weinlage Hambacher Schloßberg (ältere Schreibweise) bzw. Hambacher Schlossberg (neuere Schreibweise).

## Geographie

### Lage und Umgebung

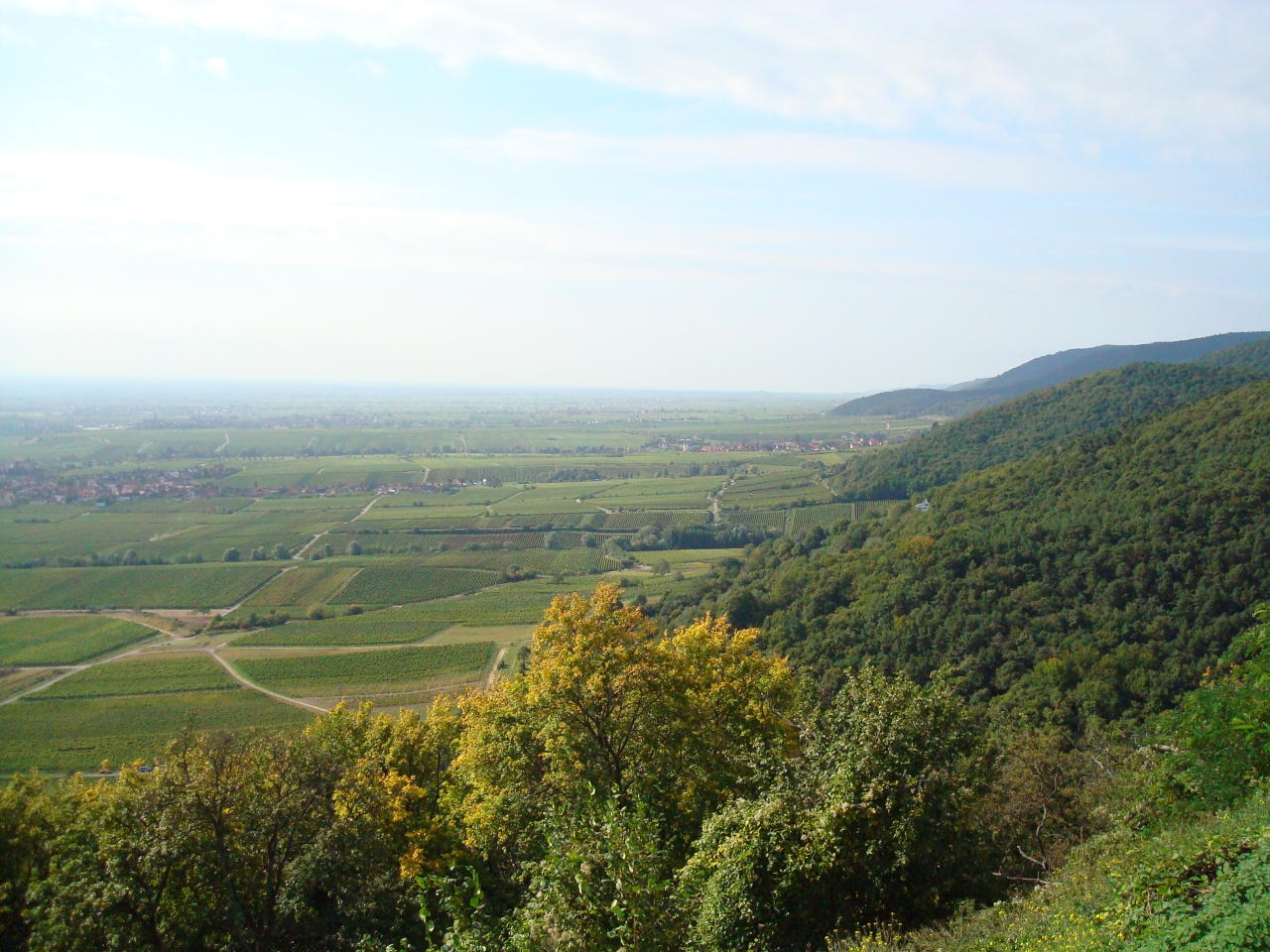
Bruchstufe zur Rheinebene

Der Schlossberg erhebt sich im Naturpark Pfälzerwald und im Biosphärenreservat Pfälzerwald-Vosges du Nord am Ostrand des Pfälzerwalds. Dort ist er Teil der westlichen Bruchstufe des Oberrheingrabens.
Der Berg liegt innerhalb der Waldgemarkung von Hambach an der Weinstraße im ehemaligen Gemeindewald des Neustadter Ortsteils Hambach. Sein Gipfel befindet sich etwa 500 m südwestlich vom Ortsrand Hambachs und 300 m nordwestlich von jenem des weiteren Ortsteils Diedesfeld.
Im Uhrzeigersinn umgeben den Schlossberg folgende Berge und Erhebungen: Der Sommerberg (501,9 m) im Südwesten und der Rittersberg (531,8 m) im Nordwesten gehören beide zum Massiv der 618,7 m messenden Hohen Loog. Der Heidelberg (313,4 m) im Nordosten zählt wie der Schlossberg zur Bruchstufe des Oberrheingrabens.

### Gewässer
Am Fuß des Schlossbergs entspringen im Südwesten auf 266 m Höhe der 14,3 km lange Hörstengraben, der im Quellbereich auch Schlittgraben heißt, und im Norden auf 249 m Höhe der Pfuhlwiesengraben (3,2 km). Beide Gewässer liegen im Einzugsgebiet des Speyerbachs, eines linken Zuflusses des Rheins.

### Naturräumliche Zuordnung
Der Schlossberg gehört zum Naturraum Pfälzerwald, der in der Systematik des von Emil Meynen und Josef Schmithüsen herausgegebenen Handbuchs der naturräumlichen Gliederung Deutschlands und seiner Nachfolgepublikationen als Großregion 3. Ordnung klassifiziert ist. Nach der Binnengliederung des Naturraums gehört er zum Mittleren Pfälzerwald und zum Gebirgszug der Haardt, die den Pfälzerwald nach Osten von der Oberrheinischen Tiefebene abgrenzt.
In der Hierarchie der Naturräume liegt der Schlossberg damit in folgender Schachtelung:
- Großregion 1. Ordnung: Schichtstufenland beiderseits des Oberrheingrabens
- Großregion 2. Ordnung: Pfälzisch-saarländisches Schichtstufenland
- Großregion 3. Ordnung: Pfälzerwald
- Region 4. Ordnung (Haupteinheit): Mittlerer Pfälzerwald
- Region 5. Ordnung: Haardt

Nach Osten fällt die Landschaft des Schlossbergs in den Naturraum Nördliche Oberhaardt (220.20) ab, der in der Haupteinheitengruppe Nördliches Oberrheintiefland (22) und in der Haupteinheit Haardtrand (220) zur Untereinheit Oberhaardt (220.2) zählt.

## Geschichte

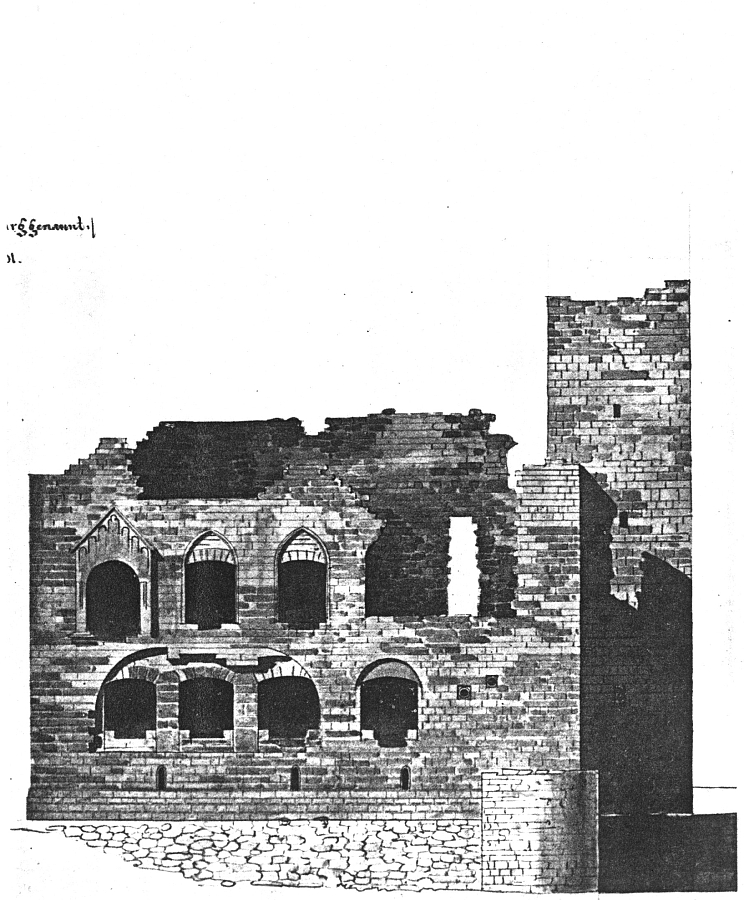
Schlossruine 1842

Vom Mittelalter bis in die Zeit nach der Französischen Revolution stand das Waldgebiet mit dem Schlossberg als Haagwald im Eigentum des Hochstifts Speyer. Als 1801 im Frieden von Lunéville die linksrheinischen deutschen Gebiete an Frankreich abgetreten und in der Folge die Besitztümer der Kirche enteignet wurden, wurde der Haagwald verstaatlicht und dem Hambacher Gemeindewald zugeschlagen. 1816 gelangte die Gegend wie die gesamte linksrheinische Pfalz an das Königreich Bayern.
Die Bergkuppe trägt das Hambacher Schloss. Nachdem es im 11. Jahrhundert als Kästenburg errichtet worden war, wurde es dreimal zerstört: 1552 durch den Söldnerführer Albrecht Alcibiades, 1688 im Auftrag von König Ludwig XIV. durch den französischen General Mélac und letztmals 1794 durch französische Revolutionstruppen.
1832 wurde die Schlossruine über Deutschland hinaus zum Symbol für Freiheit und Demokratie, als dort 20.000 bis 30.000 Personen, darunter eine Anzahl Ausländer, zusammenkamen und das Hambacher Fest feierten. Der Volksmund nannte das marode Schloss ab 1842 auch Maxburg nach dem damaligen bayerischen Kronprinzen, der 1848 als Maximilian II. Joseph König wurde. 1844 begannen erste Erhaltungsmaßnahmen.
Nach dem Zweiten Weltkrieg wurde das Schloss von 1980 bis 1982 sowie in drei Phasen zwischen 2006 und 2011 fast vollständig restauriert. Es ist Museum und Tagungsstätte mit rund 200.000 Besuchern pro Jahr. Ganzjährig finden dort Veranstaltungen und Empfänge des Landes Rheinland-Pfalz, des Landkreises Bad Dürkheim sowie der Stadt Neustadt an der Weinstraße statt.

## Natur

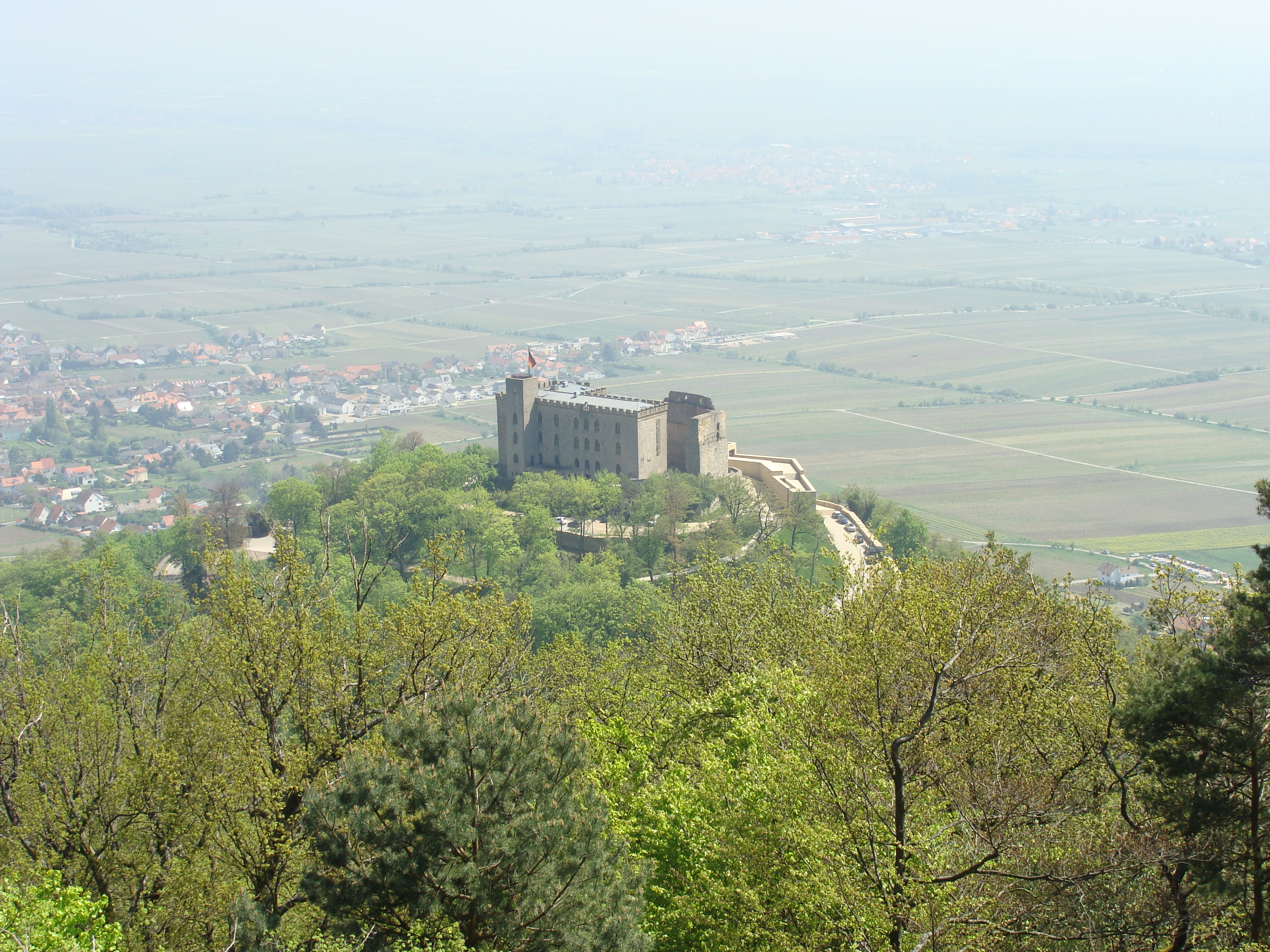
Hellgrünes Laub der Edelkastanien

Mit Ausnahme des Burgareals ist der Schlossberg mit Mischwald bestanden. Die bereits in der Römerzeit am Haardtrand angesiedelten Edelkastanien mit ihrem weithin sichtbaren hellgrünen Laub dominieren stark, daneben gibt es auch Buchen sowie Nadelhölzer wie Fichten und Kiefern.
Den Süd- über den Südost- bis zum Ostfuß des Schlossbergs nimmt das Naturschutzgebiet Nr. 7316-170 Haardtrand - Im Erb (CDDA-Nr. 163451; 1992 ausgewiesen; 11,51 ha groß) ein. Mit Ausnahme von Nordwesten reichen auf die Berghänge Teile des Vogelschutzgebiets Haardtrand (VSG-Nr. 6514-401; 147,28 km²).

## Verkehrsanbindung
Der Schlossberg ist durch die Kreisstraßen 9 und 14 erschlossen, die hintereinander als Einbahnstraße im Uhrzeigersinn wie ein nach Norden offener Ring um den Berg laufen. Von Mittelhambach führt die K 9 zunächst als Eichstraße, dann als Schlossstraße hinauf zum großen Wandererparkplatz auf der Passhöhe (338 m) unterhalb des Schlosses und von dort die K 14 als Freiheitstraße – Triftbrunnenweg – In der Almel – Römerweg hinunter nach Oberhambach.
Vom Parkplatz aus, an dessen Rand 10 m höher die Burgschenke Rittersberg am Hang des namensgebenden Berges steht, wird nach 300 m Fußweg bei rund 40 m Höhenunterschied die Bergkuppe mit dem Schloss erreicht.